# Cirrhilabrus lubbocki
 Cirrhilabrus lubbocki és una espècie de peix de la família dels làbrids i de l'ordre dels perciformes.

## Morfologia
Els mascles poden assolir els 8 cm de longitud total.

## Distribució geogràfica
Es troba a les Filipines i a les Cèlebes (Indonèsia).